# Paragymnopleurus sparsus
Paragymnopleurus sparsus är en skalbaggsart som beskrevs av Sharp 1875. Paragymnopleurus sparsus ingår i släktet Paragymnopleurus och familjen bladhorningar.

## Underarter
Arten delas in i följande underarter:
- P. s. palawanicus
- P. s. javanus
- P. s. arnoldi

## Bildgalleri

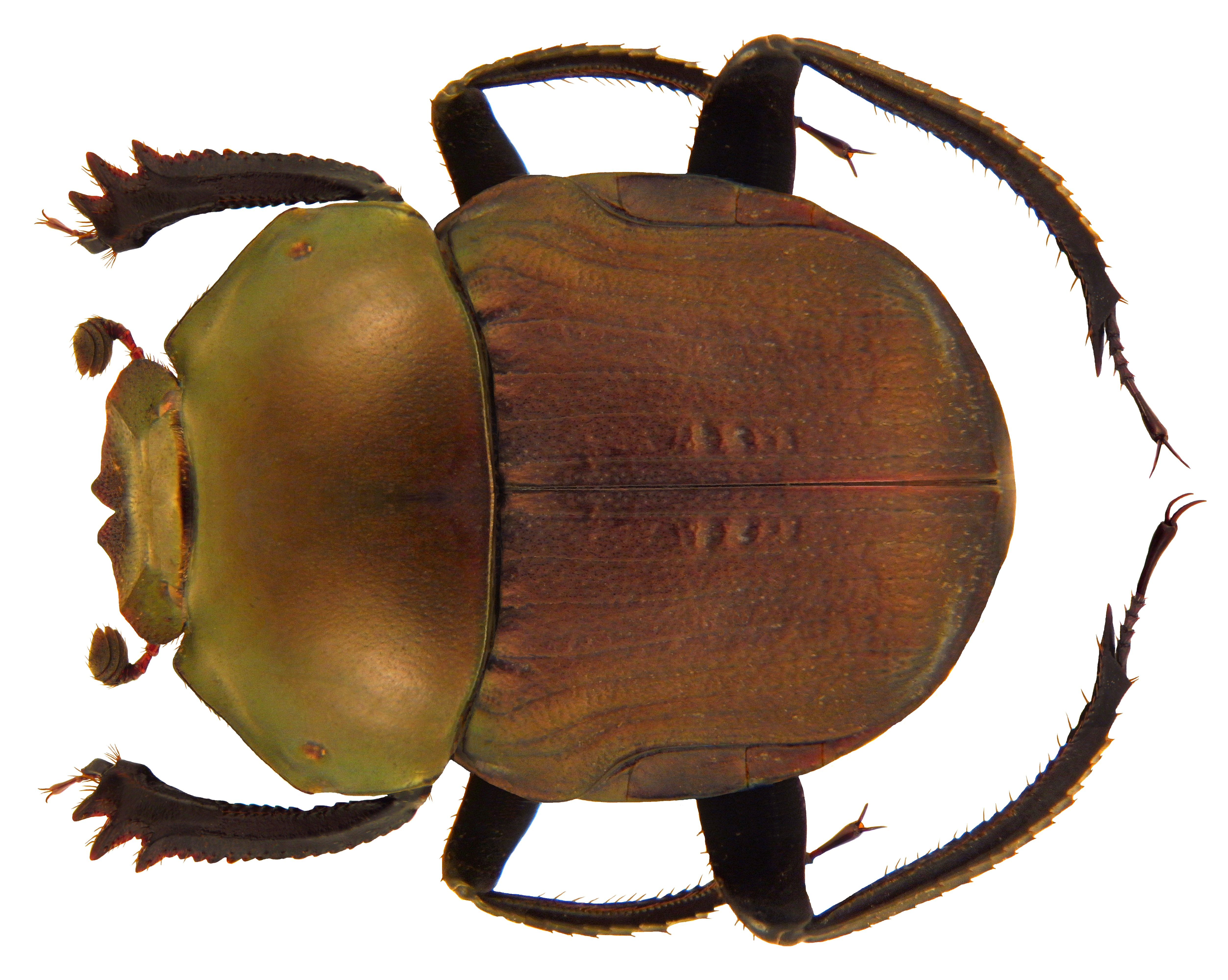
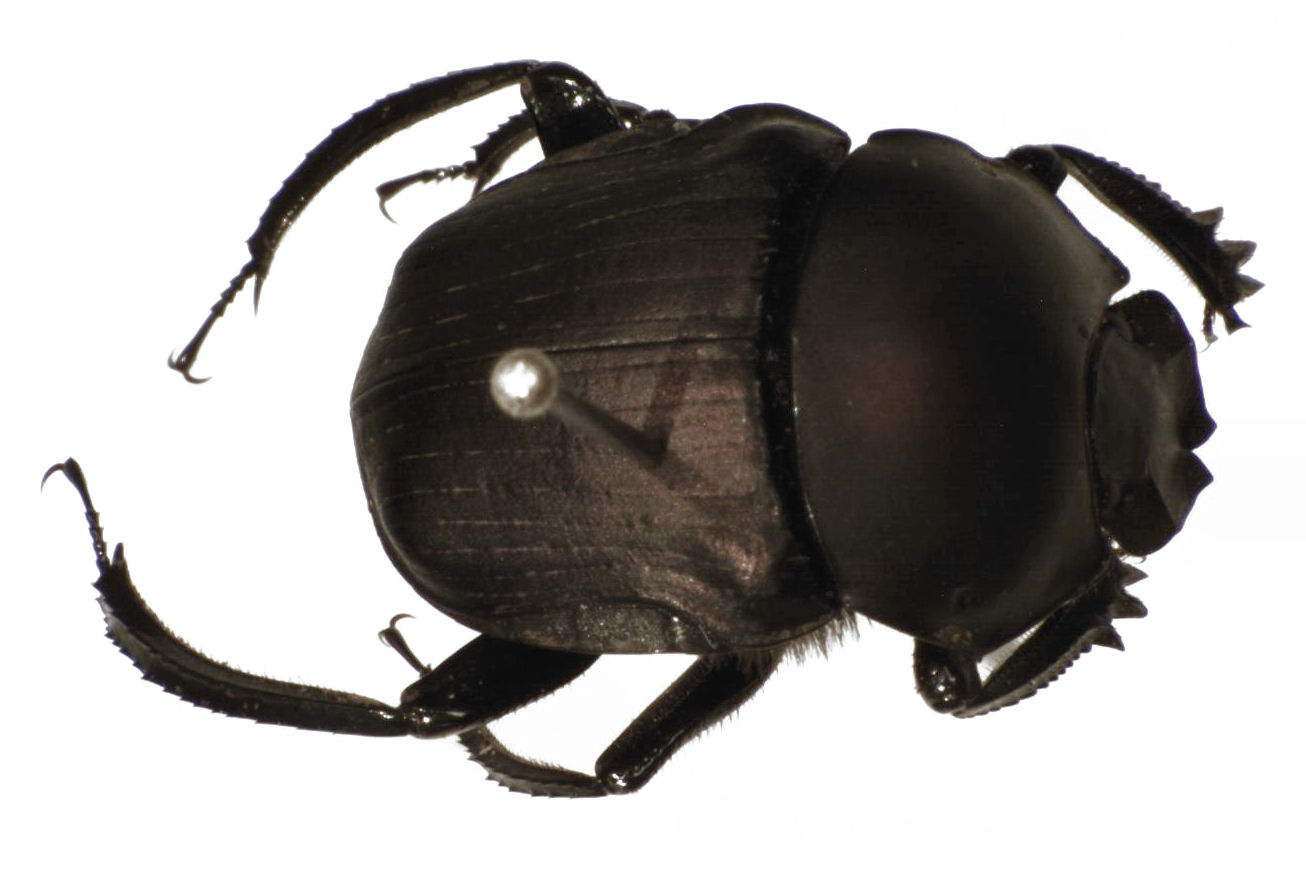